# Winton Motor Car Company

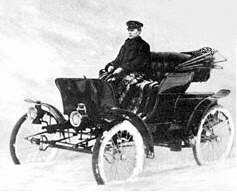
Winton Stanhope von 1899

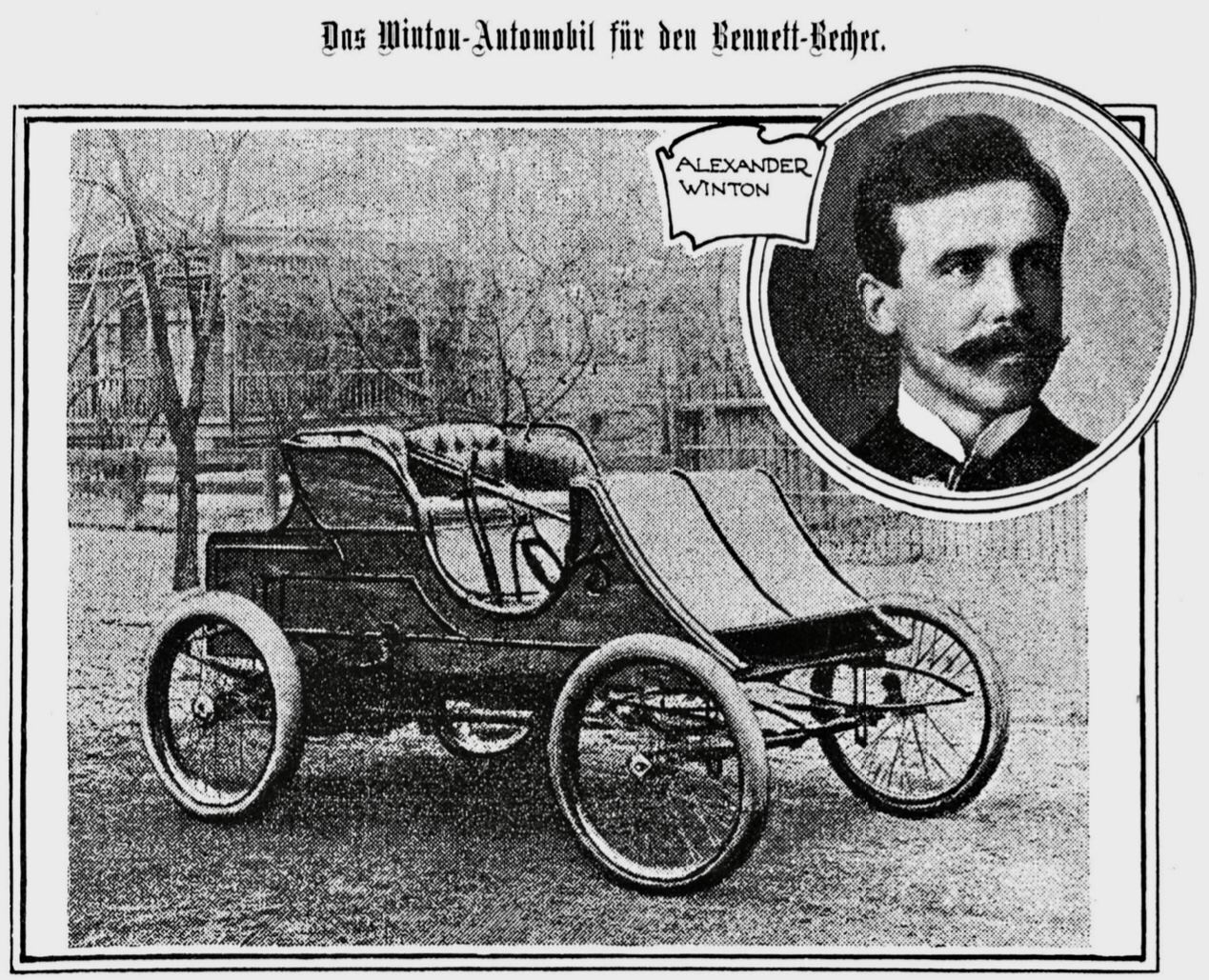
Winton um 1900

Winton Motor Car Company, vorher Winton Motor Carriage Company, war ein Autohersteller in Cleveland, Ohio.

## Unternehmensgeschichte
Der schottische Einwanderer Alexander Winton gründete die Winton Motor Carriage Company am 1. März 1897. Er wurde Präsident, Thomas Henderson Vizepräsident und George H. Brown Sekretär und Schatzmeister. Winton testete seine ersten beiden vollständig funktionsfähigen Pkw-Prototypen auf einer 1300 Kilometer langen Fahrt von Cleveland nach New York City. 1898 baute Alexander Winton den ersten Kleintransporter mit Ottomotor in den USA. In den folgenden Jahren wurde Winton einer der größten Pkw-Hersteller in den Vereinigten Staaten. Zwischen 1898 und 1918 wurden auch Lastkraftwagen gefertigt.
1915 erfolgte die Umfirmierung in Winton Motor Car Company. 1924 beendet die Winton Motor Car Company die Automobilproduktion, weil die Konkurrenz durch andere Hersteller zu groß geworden war. 
Die bereits 1912 gegründete Winton Gas Engine & Manufacturing Company setzte die Produktion von Benzin- und Dieselmotoren für stationäre Anwendungen, Marine und Eisenbahn fort. Sie wurde am 20. Juni 1930 eine Tochtergesellschaft von General Motors und 1962 geschlossen.

## Pkw-Modelle
Die ersten Modelle hatten Einzylindermotoren. 1902 war das letzte Jahr der Einzylindermodelle. Modelle mit Zweizylindermotoren gab es von 1902 bis 1904. Vierzylindermotoren wurden zwischen 1904 und 1907 verwendet. Ab 1908 kamen nur noch Sechszylindermotoren zum Einsatz.

## Pkw-Modellübersicht

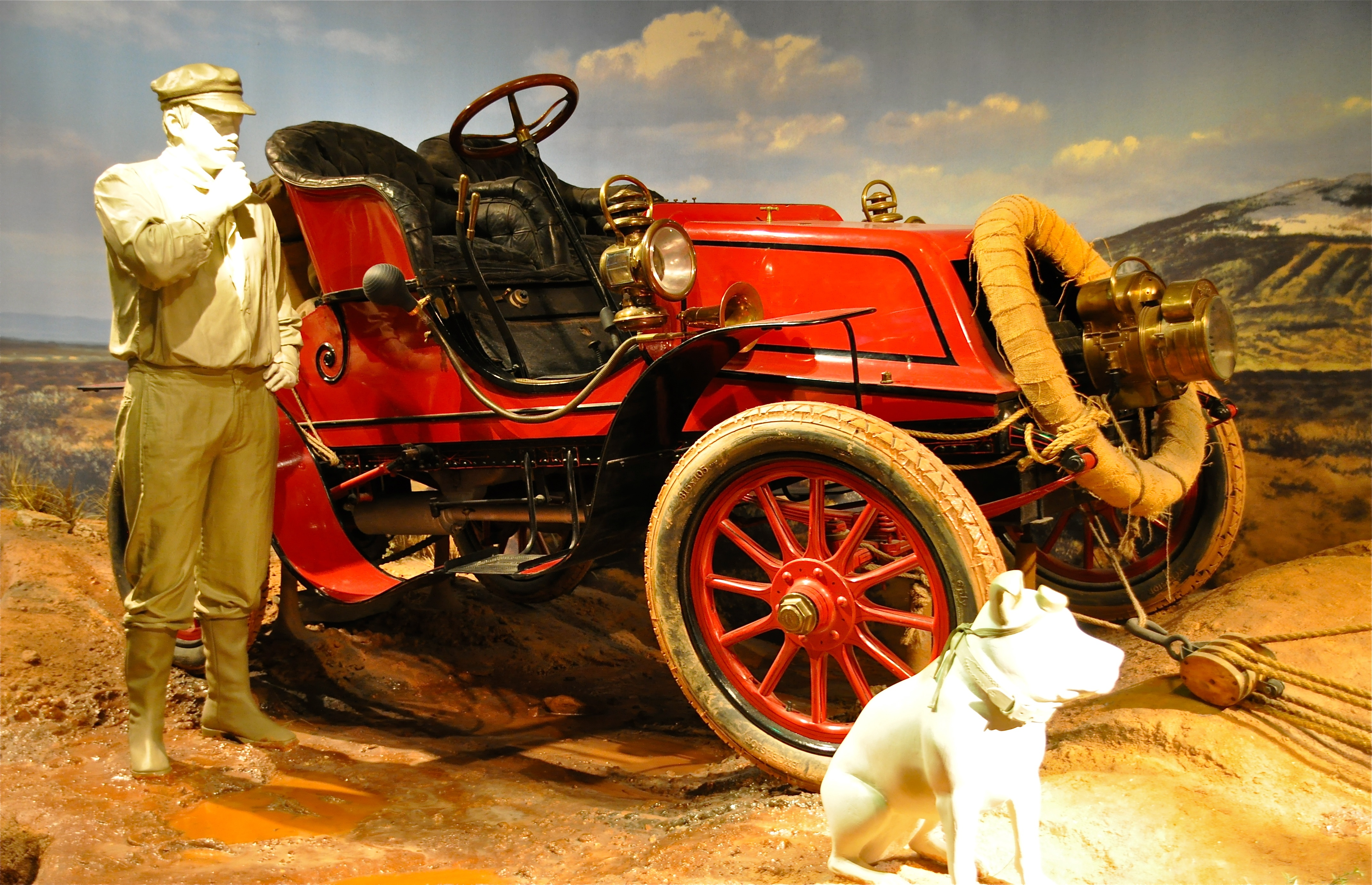
Das Fahrzeug der USA-Durchquerung

| Jahr      | Modell         | Zylinder | Hubraum  | Leistung (PS) | Radstand (cm) | Aufbau |
| --------- | -------------- | -------- | -------- | ------------- | ------------- | --- |
| 1898–1900 | Motor Carriage |          |          |               |               | |
| 1901      | 8 HP           | 1        |          | 8             |               | Runabout 2-sitzig |
| 1901      | 9 HP           | 1        |          | 9             |               | Tourenwagen 4-sitzig, Post-Lieferwagen |
| 1902      | 8 ½ HP         | 1        |          | 8,5           |               | Standard Runabout |
| 1902      | 15 HP          | 2        |          | 15            |               | Detachable Tonneau |
| 1903      | 20 HP          | 2        |          | 20            |               | Detachable Tonneau 5-sitzig |
| 1904      | 20 HP          | 2        | 4257 cm³ | 20            | 240           | Tourenwagen 5-sitzig |
| 1904      | 24 HP          | 4        |          | 24            | 264           | Tourenwagen 5-sitzig |
| 1905      | Model A        | 4        |          | 40/50         | 269           | Tourenwagen 6-sitzig |
| 1905      | Model B        | 4        |          | 24/30         | 259           | Tourenwagen 6-sitzig, Limousine 5- bis 8-sitzig |
| 1905      | Model C        | 4        |          | 16/20         | 224           | Tourenwagen 5-sitzig |
| 1906      | Model K        | 4        | 5808 cm³ | 30            | 259           | Tourenwagen 5-sitzig, Limousine 7-sitzig |
| 1907      | Model M        | 4        |          | 40            | 284           | Tourenwagen 7-sitzig, Runabout 2- bis 4-sitzig, Limousine |
| 1907      | Model XIV      | 4        |          | 30            | 264           | Tourenwagen 5-sitzig, Runabout 2- bis 4-sitzig, Limousine |
| 1908      | Six-Teen-Six   | 6        |          | 48,6          | 30            | Tourenwagen 7-sitzig, Runabout 3-sitzig, Limousine 7-sitzig, Landaulet 7-sitzig |
| 1909      | Model 17       | 6        |          | 48            | 305           | Tourenwagen 4-sitzig und 5-sitzig und 7-sitzig, Cape Top Tourenwagen 4-sitzig und 5-sitzig und 7-sitzig, Limousine 5-sitzig |

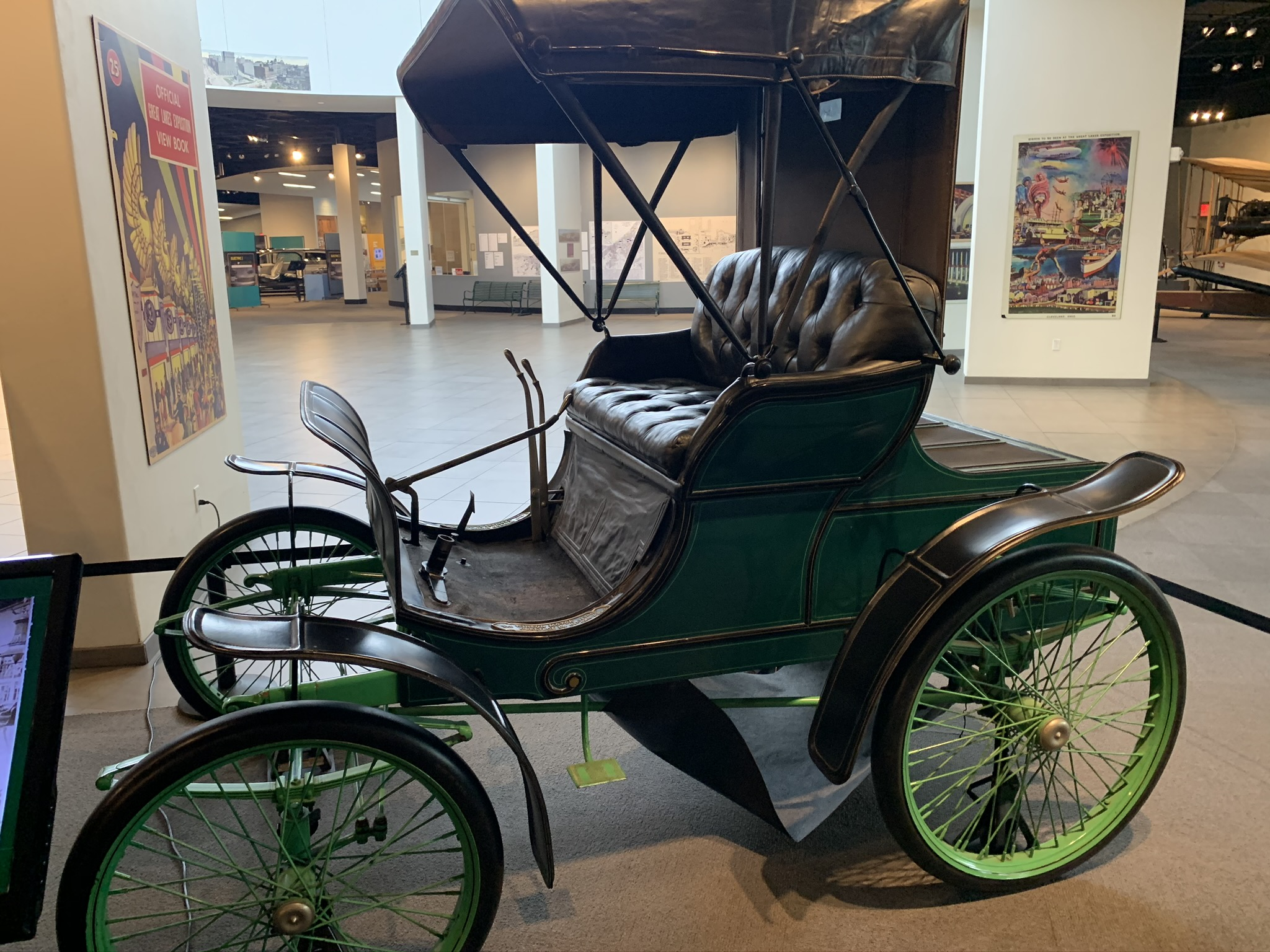
Winton von 1899

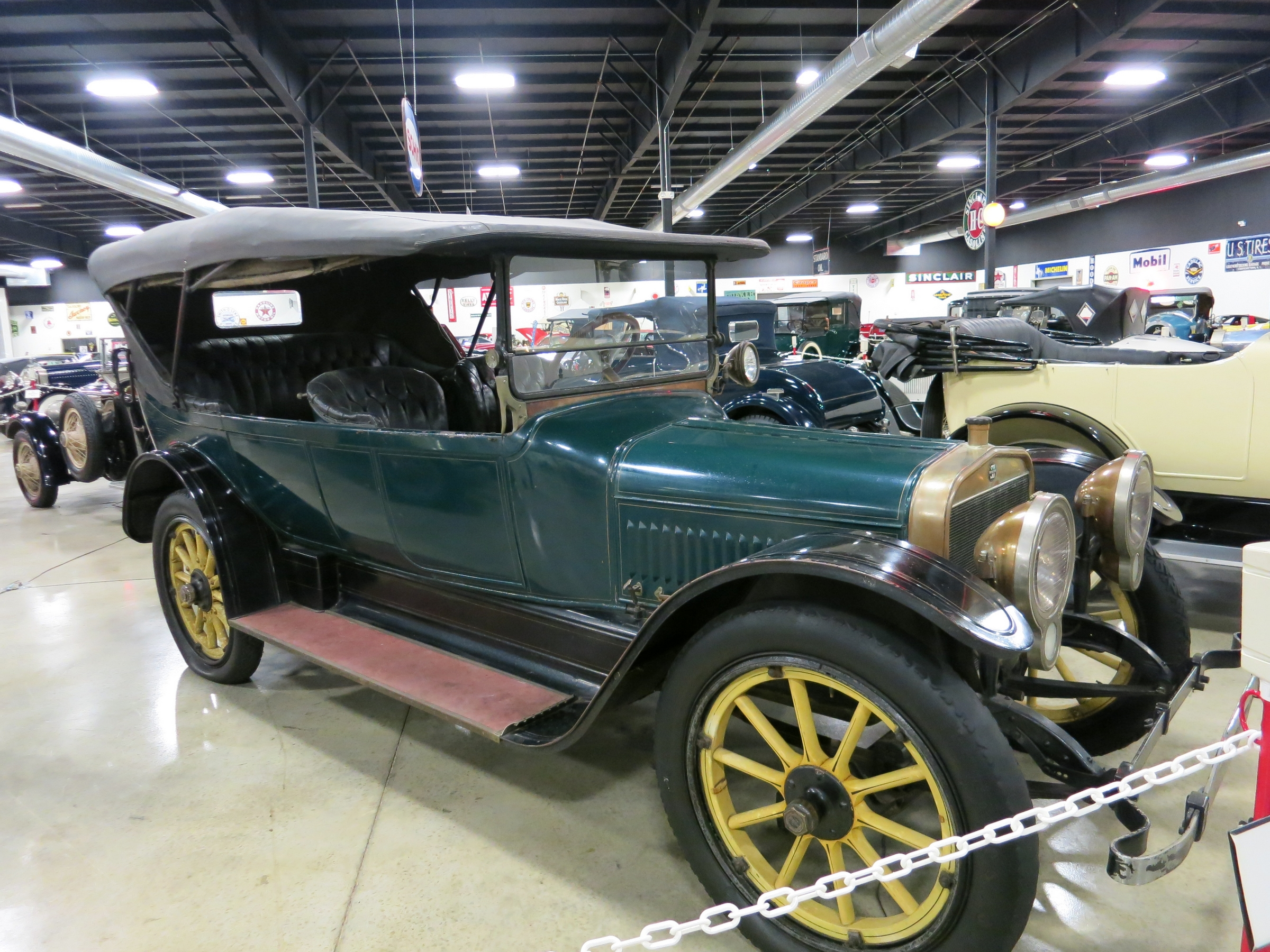
Winton von 1915

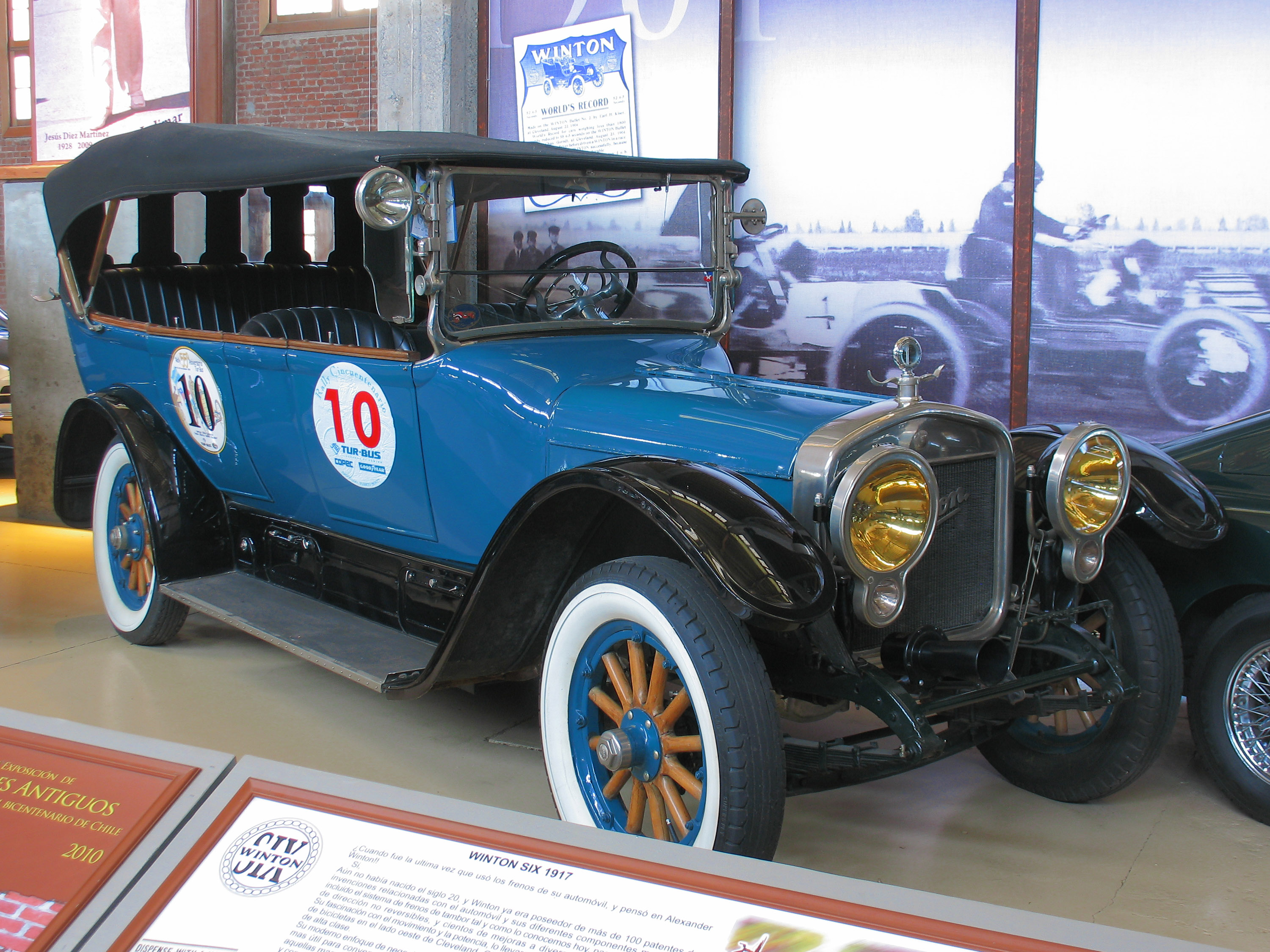
Winton von 1917

| 1909      | Model 18       | 6        |          | 60            | 330           | Runabout 2-sitzig und 3-sitzig und 4-sitzig, Limousine 2-sitzig und 3-sitzig und 4-sitzig, Landaulet 7-sitzig, Tourenwagen 7-sitzig |
| 1910      | Model 17       | 6        |          | 48            | 315           | Tourenwagen 7-sitzig, Runabout, Toy Tonneau, Limousine, Landaulet |
| 1910      | Model 18       | 6        |          | 40            | 330           | Tourenwagen 7-sitzig, Runabout, Toy Tonneau, Limousine, Landaulet |
| 1911      | Model 17-B     | 6        |          | 48            | 315           | Tourenwagen 5-sitzig und 7-sitzig, Roadster, Toy Tonneau, Torpedo, Limousine 7-sitzig, Landaulet 7-sitzig |
| 1912      | Model 17-C     | 6        |          | 48            | 330           | Tourenwagen 5-sitzig und 7-sitzig, Roadster 2-sitzig, Toy Tonneau, Torpedo, Close-Coupled 4-sitzig und 5-sitzig, Colonial Coupé, Limousine 7-sitzig, Town Car, Landaulet, Full Fore-Door Limousine                                                               |
| 1913      | Model 17-D     | 6        |          | 48,6          | 330           | Tourenwagen 4-sitzig und 5-sitzig und 6-sitzig und 7-sitzig, Roadster 2-sitzig und 3-sitzig, Limousine 7-sitzig, Landaulet, Three-Quarter Limousine, Colonial Coupé                                                                                              |

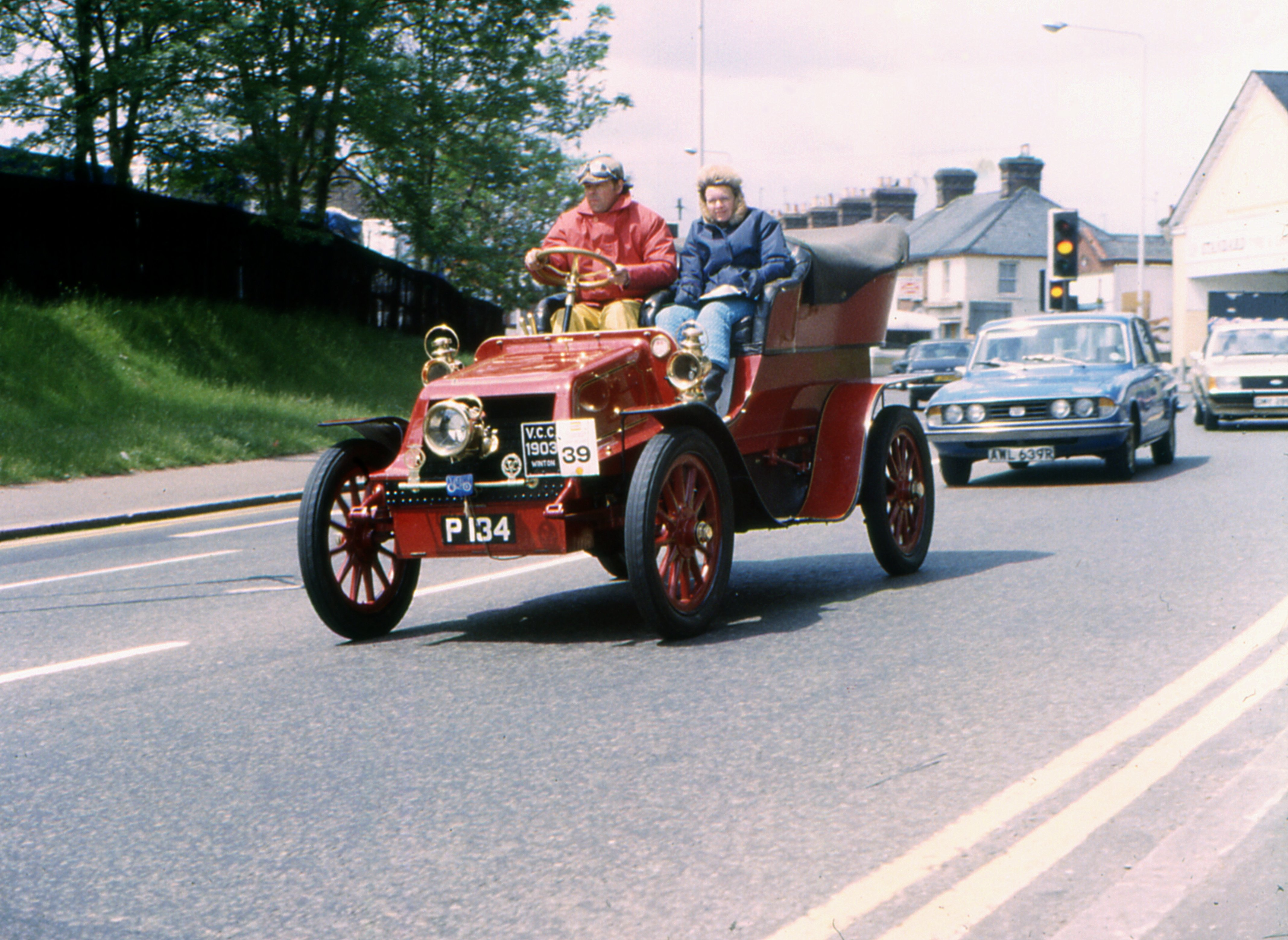
Winton von 1903

| 1914      | Model 20       | 6        |          | 48,6          | 330           | Tourenwagen 4-sitzig und 5-sitzig und 6-sitzig und 7-sitzig, Roadster 2-sitzig und 3-sitzig, Limousine 7-sitzig, Landaulet 7-sitzig, Three-Quarter Limousine, Colonial Coupé                                                                                     |

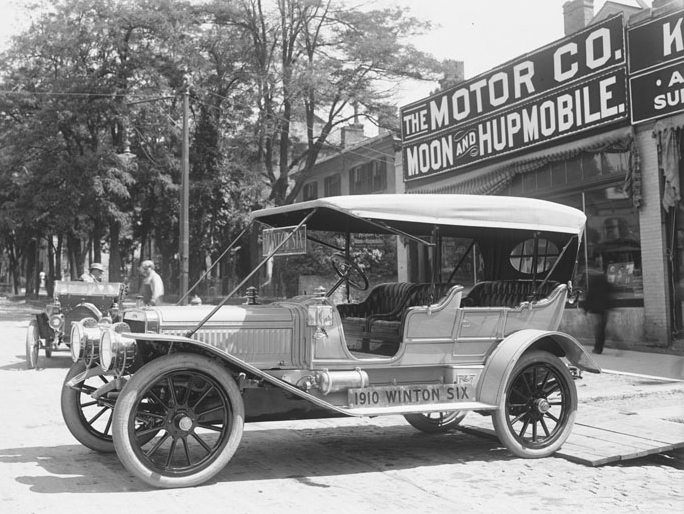
Winton Six von 1910

| 1915      | Model 21       | 6        |          | 48,6          | 345           | Tourenwagen 4-sitzig und 5-sitzig und 6-sitzig und 7-sitzig, Roadster 2-sitzig und 3-sitzig, Limousine 7-sitzig, Landaulet 7-sitzig, Three-Quarter Limousine |
| 1916      | Six-33         | 6        |          | 33,75         | 325           | Tourenwagen 4-sitzig und 5-sitzig und 6-sitzig und 7-sitzig, Runabout, Three-Quarter Limousine, Full Four-Door Limousine, Limousine, Limousine Landaulet, Coupé                                                                                                  |

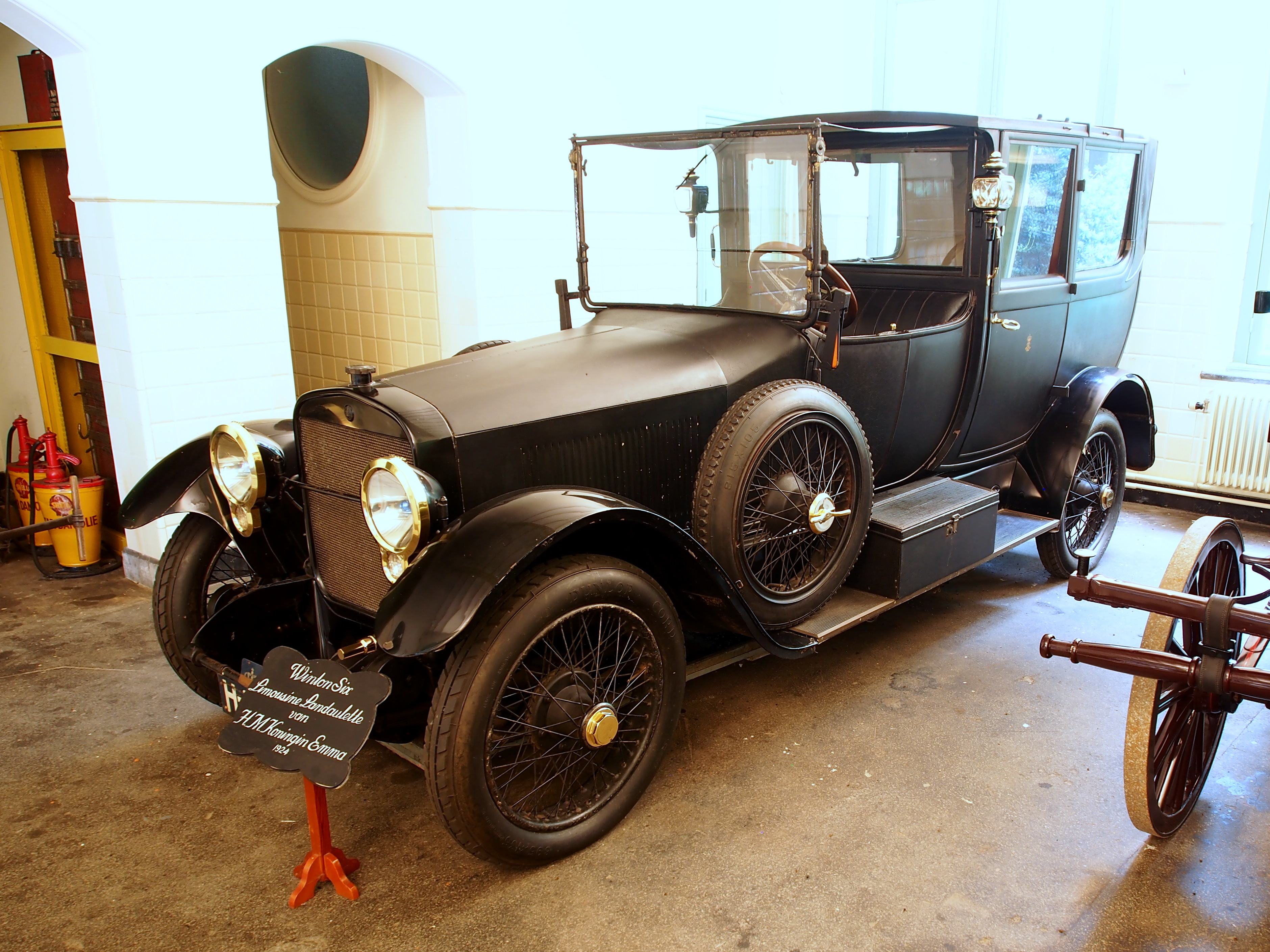
Winton von 1924 in Het Loo

| 1916      | Six-48         | 6        |          | 48,6          | 351           | Tourenwagen 4-sitzig und 5-sitzig und 6-sitzig und 7-sitzig, Roadster 2-sitzig, Runabout, Three-Quarter Limousine, Full Four-Door Limousine, Limousine, Limousine Landaulet, Coupé                                                                               |
| 1917      | Model 33       | 6        |          | 33,75         | 325           | Tourenwagen 4-sitzig und 5-sitzig und 6-sitzig und 7-sitzig, Runabout, Three-Quarter Limousine, Full Four-Door Limousine, Limousine, Limousine Landaulet, Coupé, Coupelet                                                                                        |
| 1917      | Model 48       | 6        |          | 48,6          | 351           | Tourenwagen 4-sitzig und 5-sitzig und 6-sitzig und 7-sitzig, Runabout, Full Four-Door Limousine, Three-Quarter Limousine, Limousine, Limousine Landaulet, Coupé, Coupelet                                                                                        |
| 1918      | Model 33       | 6        |          | 33,75         | 325           | Tourenwagen 4-sitzig und 5-sitzig und 6-sitzig und 7-sitzig, Runabout, Three-Quarter Limousine, Full Four-Door Limousine, Limousine, Limousine Coupé, Limousine-Landaulet, Coupelet                                                                              |
| 1918      | Model 48       | 6        |          | 48,6          | 351           | Tourenwagen 4-sitzig und 5-sitzig und 6-sitzig und 7-sitzig, Runabout, Limousine, Full Four-Door Limousine, Limousine-Landaulet, Coupé, Coupelet |
| 1919      | Model 33       | 6        |          | 33,75         | 325           | Tourenwagen 4-sitzig und 5-sitzig und 6-sitzig und 7-sitzig, Runabout, Three-Quarter Limousine, Full Four-Door Limousine, Limousine, Limousine-Landaulet, Coupé, Coupelet                                                                                        |
| 1919      | Model 48       | 6        |          | 48,6          | 351           | Limousine 7-sitzig, Tourenwagen 4-sitzig und 5-sitzig und 6-sitzig und 7-sitzig, Runabout, Full Four-Door Limousine, Coupé, Coupelet |
| 1920      | Model 25       | 6        |          | 70            | 335           | Sport Tourenwagen 4-sitzig, Tourenwagen 5-sitzig und 6-sitzig und 7-sitzig, Roadster 2-sitzig und 3-sitzig, Victoria 4-sitzig, Sport Limousine 4-sitzig, Limousine 7-sitzig, French Limousine, Three-Quarter Limousine, Four-Door Limousine, Limousine-Landaulet |
| 1920      | Model 24       | 6        |          | 85            | 351           | Sport Tourenwagen 4-sitzig, Tourenwagen 5-sitzig und 6-sitzig und 7-sitzig, Roadster 2-sitzig und 3-sitzig, Limousine 7-sitzig, French Limousine 7-sitzig, Three-Quarter Limousine, Four-Door Limousine                                                          |
| 1921      | Model 25       | 6        |          | 70            | 335           | Tourenwagen 7-sitzig, Roadster 2-sitzig, Sport Tourenwagen 4-sitzig, Victoria 4-sitzig, Sport Limousine 4-sitzig, Town Car 7-sitzig, Limousine 7-sitzig, Limousine Landaulet 7-sitzig                                                                            |
| 1922      | Model 40       | 6        |          | 70            | 335           | Tourenwagen 7-sitzig, Roadster 2-sitzig, Sport Tourenwagen 4-sitzig, Victoria 4-sitzig, Sport Limousine 4-sitzig, Town Car 7-sitzig, Limousine 7-sitzig, Limousine Landaulet 7-sitzig                                                                            |
| 1923      | Model 40       | 6        |          | 72            | 335           | Tourenwagen 7-sitzig, Roadster 2-sitzig, Sport Phaeton 5-sitzig, Victoria 4-sitzig, Sport Limousine 5-sitzig, Limousine 7-sitzig |
| 1924      | Model 40       | 6        |          | 78            | 335           | Tourenwagen 7-sitzig, Roadster 2-sitzig, Sport Phaeton 5-sitzig, Coupé 5-sitzig, Limousine 5-sitzig und 7-sitzig |

Quelle:

## Pkw-Produktionszahlen
| Jahr  | Produktionszahl |
| ----- | --------------- |
| 1896  | 2               |
| 1897  | 6               |
| 1898  | 22              |
| 1899  | 106             |
| 1900  | 218             |
| 1901  | 686             |
| 1902  | 633             |
| 1903  | 850             |
| 1904  | 900             |
| 1905  | 1.000           |
| 1906  | 1.000           |
| 1907  | 1.100           |
| 1908  | 1.148           |
| 1909  | 1.218           |
| 1910  | 1.329           |
| 1911  | 1.413           |
| 1912  | 1.518           |
| 1913  | 1.612           |
| 1914  | 1.518           |
| 1915  | 1.816           |
| 1916  | 2.458           |
| 1917  | 1.818           |
| 1918  | 1.623           |
| 1919  | 1.319           |
| 1920  | 1.160           |
| 1921  | 956             |
| 1922  | 561             |
| 1923  | 373             |
| 1924  | 129             |
| Summe | 28.492          |

Quelle:

## Motorsport
Winton war das erste amerikanische Unternehmen, das an einem Autorennen in Europa teilnahm. Es war das Gordon-Bennett-Rennen 1903 in Irland.
Im selben Jahr fuhren Horatio Nelson Jackson und Sewell H. Croker erstmals mit einem Automobil quer durch die USA, von San Francisco nach New York City.